# موزه هنرهای معاصر آفریقایی دیاسپورا

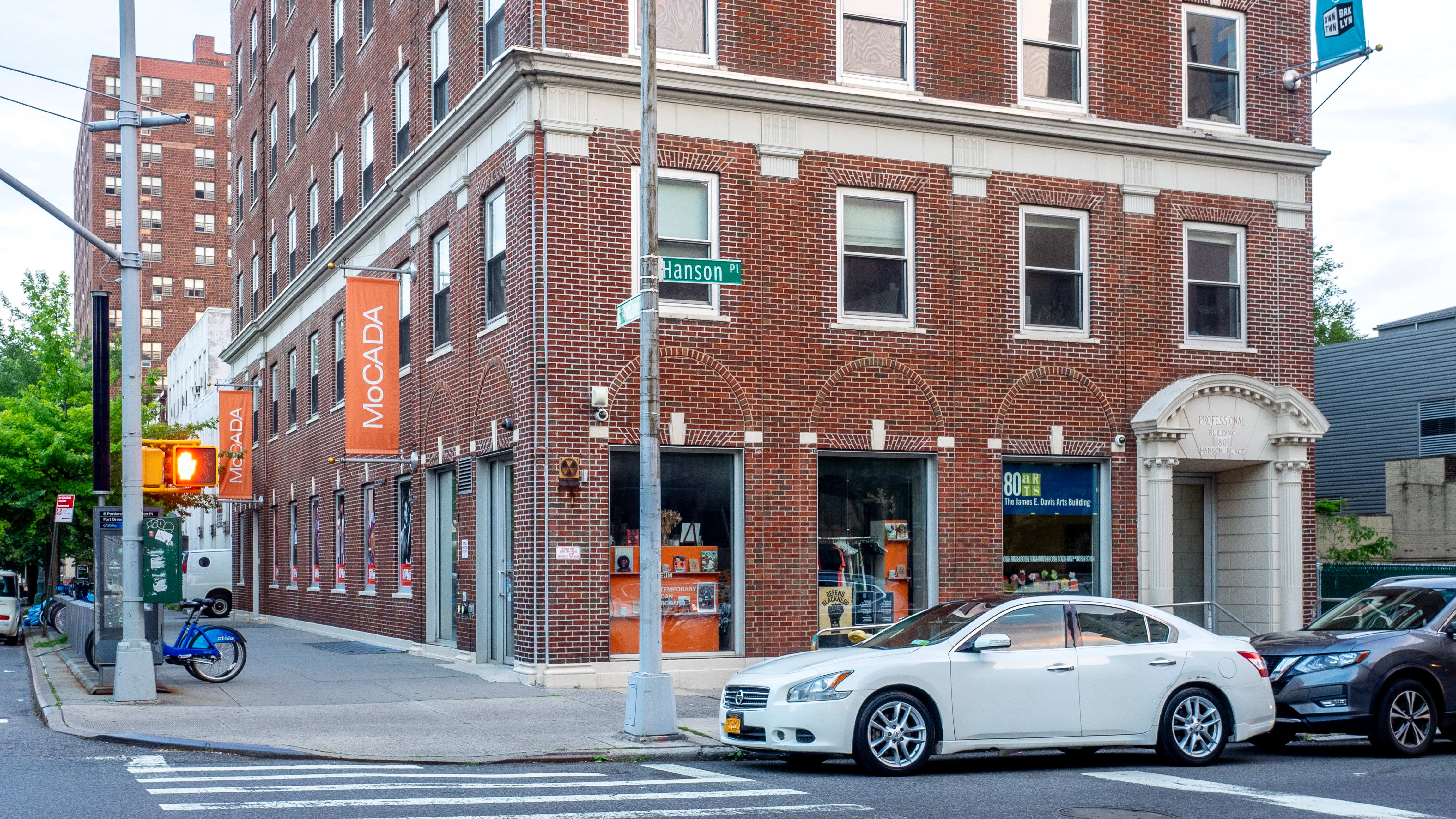
۸۰ محل هانسون

موزه هنرهای معاصر آفریقایی دیاسپورا (MoCADA)، یک موزه هنر معاصر است که در ۸۰ محله هانسون در فورت گرین، بروکلین، شهر نیویورک واقع شده‌است. این اولین موزه در نوع خود است که در نیویورک افتتاح می‌شود.

## تاریخچه

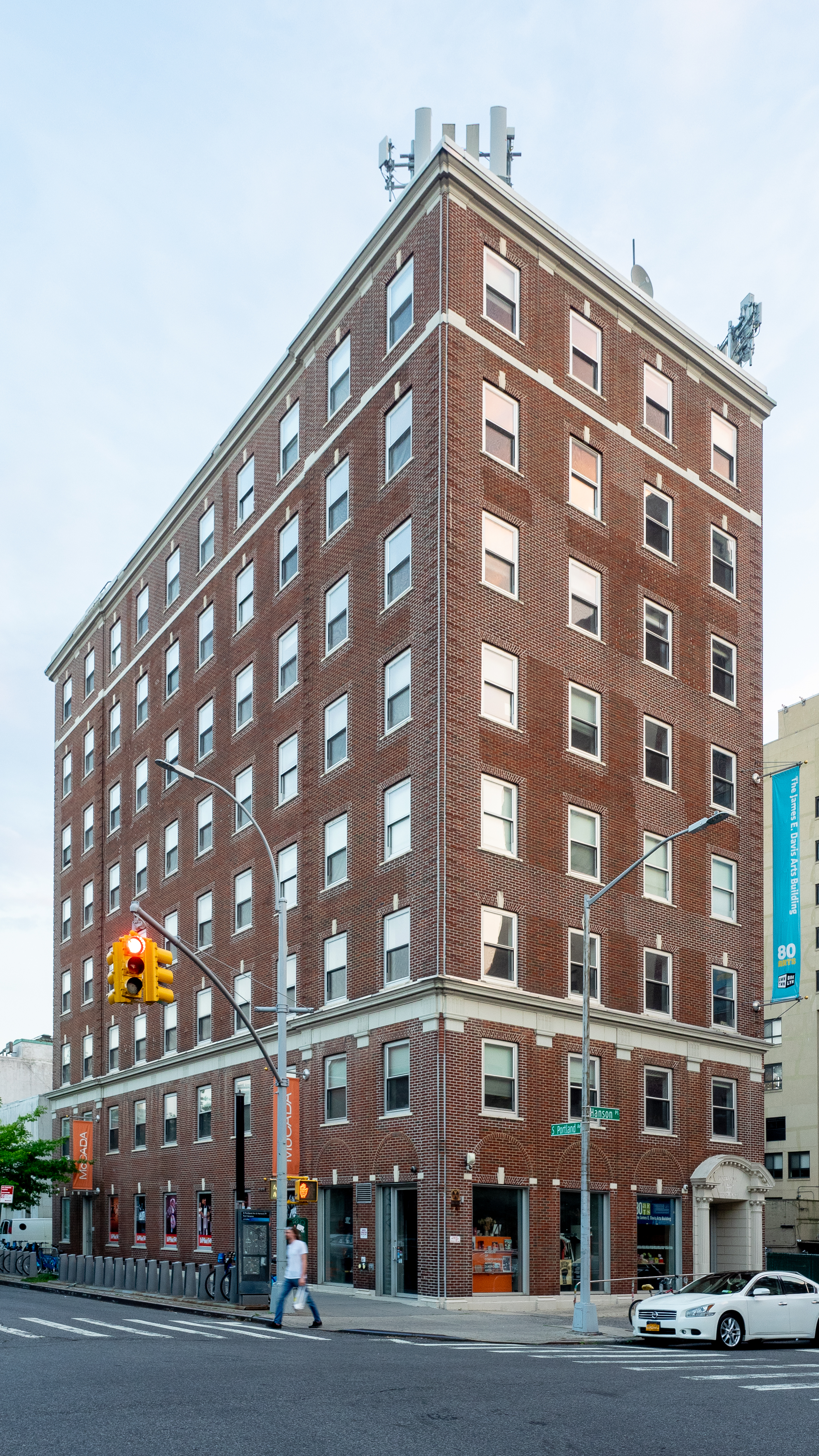

این موزه در سال ۱۹۹۹ توسط لوری کامبو در ساختمانی متعلق به کلیسای تاریخی خیابان پل AWME در قلب بدفورد-استیوسانت، بروکلین تأسیس شد.
در سال ۲۰۰۶، موزه به محل کنونی خود نقل مکان کرد، که یک فضای بزرگ در محله هانسون ۸۰، در خیابان پورتلند جنوبی، در فورت گرین یک محله تاریخی سیاه‌پوست نشین طبقه متوسط در بروکلین که محله منطقه هنری آکادمی موسیقی بروکلین (BAM) است. متعاقبا موزه هنرهای معاصر آفریقایی دیاسپورا رشد کرد تا نمایشگاه‌های زیادی را در طول سال برگزار کند که هویت‌های مختلف دیاسپورای آفریقایی را برجسته می‌کند.

## گسترش جامعه
در سال ۲۰۱۲، این موزه کمک هزینه‌ای ۱۰۰۰۰۰ دلاری از بنیاد راکفلر دریافت کرد تا برای یک برنامه دو ساله که کنسرت‌های ماهانه را به مکان‌های عمومی نیویورک مانند والت ویتمن، اینگرسول و فاراگوت در فورت گرین، بروکلین می‌آورد، بپردازد. مجموعه کنسرت‌ها، با عنوان «مبادله عمومی»، نوازندگان با استعدادی تا ۵۰۰ یا ۶۰۰ نفر را جذب کرد. سال بعد در سال ۲۰۱۳، موزه هنرهای معاصر آفریقایی دیاسپورا مجموعه‌ای از اجرای هنری دیگر به نام روح بروکلین را راه‌اندازی کرد که «یک سری رویدادهای هنری به سبک پارتی بلوک است که هدف آن گردهم‌آوردن جامعه و ترویج مشاغل محلی است.»
از سال ۲۰۰۱ تا ۲۰۱۱، کامبو به عنوان استاد فارغ‌التحصیل در برنامه مدیریت هنری و فرهنگی در دانشکده هنر و طراحی موسسه پرات خدمت کرد.